# コドモZ
『コドモZ』（コドモ ゼット）は、1999年3月25日に発売されたCASCADEの6枚目のアルバム。

## 解説
- 前作から9か月ぶりに発売された。
- 曲のタイトルは、全てカタカナやアルファベットで表記されている。
- 初回プレス盤のみ紙ジャケット仕様となっている。

## 収録曲
1. ヒロシ
作曲:HIROSHI、編曲:島田昌典
2. マダラダマ
作詞・作曲:MASASHI、編曲:CASCADE・白井良明
3. カミカゼBOWZキドウタイ
作詞・作曲:MASASHI、編曲:CASCADE・白井良明
4. ハレルヤ! アイノメガミ
作詞:TAMA、作曲:MASASHI、編曲:CASCADE・白井良明
5. メモリーズ
作詞:TAMA、作曲:MASASHI、編曲:CASCADE・藤井丈司
  - 8thシングル
6. イパネマ
作詞:TAMA、作曲:MASASHI、編曲:CASCADE・白井良明
7. アイファクトロニー
作詞・作曲:MASASHI、編曲:CASCADE・白井良明
8. ウェイスター
作詞:TAMA、作曲:MASASHI、編曲:CASCADE・白井良明
9. アントニオーニノヒゲキ
作詞・作曲:MASASHI、編曲:CASCADE・白井良明
10. ヨルノマボロシ
作詞・作曲:MAKKÕ、編曲:CASCADE・白井良明
11. アザヤカナキセキ #2
作詞:TAMA、作曲:MASASHI、編曲:CASCADE・白井良明
  - 9thシングル、アルバムヴァージョン
12. カッコウ #2
作詞:TAMA、作曲:MASASHI、編曲:CASCADE・白井良明
  - 7thシングル、アルバムヴァージョン
13. コドモZ
作詞・作曲:MASASHI、編曲:CASCADE・白井良明